# Idiospermum australiense
Idiospermum australiense  es una especie de árbol perteneciente a la familia Calycanthaceae, conocida como "fruta idiota" (idiotfruit en inglés).

## Hábitat
Es una de las más primitivas plantas que se conocen, debe haber vivido en el Daintree Rainforest de Queensland, Australia desde hace 120 millones de años. Sólo se encuentra en muy pocos lugares de la Daintree Rainforest en las selvas de tierras bajas muy húmedas, donde crece en grupos de 10-100 árboles juntos (en lugar de individuos dispersos). 

## Descripción
Es un árbol perenne que alcanza los  20-30 m de altura. Las hojas se producen solas, en parejas o en verticilos de 3-4; la hoja es simple, de 12-25 cm de largo y 5-9 cm de ancho.  Las flores tienen 4-5 cm de diámetro, dispuestas en espiral con pétalos de color rojo .  El fruto es una frágil nuez globular con las semillas de alrededor de 8 cm de diámetro, que se dividen en tres o cuatro segmentos, una vez caídas, es muy tóxica, con síntomas (en el ganado bovino) similar a la estricnina.
La mayoría de las plantas tienen flores tanto masculinas como femeninas, pero la mitad de las flores de esta planta no tienen órganos sexuales femeninos, las especies se fecundan mediante el proceso de polinización cruzada. Atraídos por el color y el olor de la flor, diminutos escarabajos y tisanópteros ponen sus huevos en el centro de la flor, que contiene el polen. Dentro de la flor el pegajoso polen queda atrapado en el cuerpo del insecto, y si en su próxima visita a las flores, esta es un receptor, se poliniza y produce las semillas.
Mientras que otras modernas plantas con flores producen semillas que tienen un cotiledón (monocotiledóneas) o dos (dicotiledóneas), las plantas de semillero  tienen entre tres o cuatro cotiledones.  Asimismo, la planta puede producir más de un brote por semilla, mientras que las semillas en todas las demás especies de plantas se desarrollen y envían un solo brote.
Las semillas son repartidas principalmente a través de la dispersión por la gravedad, las semillas ruedan por las empinadas laderas de montaña para encontrar su nuevo hogar. Las semillas son tan tóxicas que la mayoría de los animales no pueden comerlas, sin embargo, se sabe que las nativas rata-canguro almizclada no las dispersan y entierran a algunas de estas semillas.  Se ha sugerido que las semillas eran dispersadas por el antiguo y ahora extinto Diprotodon, sobre la base de que muchos marsupiales de Australia se han adaptado para hacer frente a las toxinas en las plantas australianas.
Las plantas han creado un veneno, una sustancia química llamada idiospermulina contenida en las semillas, para evitar que los animales se las coman. Los investigadores descubrieron que el veneno afecta a la transmisión de mensajes entre las células nerviosas individuales, lo que puede causar convulsiones.  En pequeñas dosis, este producto químico, puede ser utilizado para salvar vidas.

## Historia
Se encontró por primera vez por los cortadores de madera al sur de Cairns, a finales de 1800 y, a continuación, se cree que se ha extinguido.  Esta especie fue señalada a la atención del botánico alemán Ludwig Diels, quien describió la especie en el género Calycanthus como C. australiense en 1902. Más tarde se cree que se extinguieron, porque cuando Diels finalmente regresó al lugar donde fue encontrado este árbol, la zona había sido autorizada para una granja de caña de azúcar.
La nueva especie fue redescubierta en 1971, después de que las venenosas semillas de la planta fueran encontradas en los estómagos de los bovinos que mueren en la región. En 1972, el botánico australiano S.T.Blake ha reasignado a la nueva familia Idiospermaceae y el género Idiospermum (idio -, "inusual", y spermum, "semilla").  En su revisión de 2003, el Grupo de Filogenia de angiosperma mantiene el nuevo género y la especie, pero restaurado a la familia en
Calycanthaceae. 

## Sinonimia
- Calycanthus australiensis Diels[3]